# Brian Keith
Brian Keith (Robert Alba Keith: Bayonne, Nueva Jersey, 14 de noviembre de 1921 - Malibú, California, 24 de junio de 1997) fue un actor teatral, cinematográfico y televisivo estadounidense.

## Biografía

### Primeros años y servicio militar
Sus padres eran los actores Robert Keith y Helena Shipman, esta última actriz teatral, nativa de Aberdeen (Washington). Debutó como actor en la película mudo Pied Piper Malone (1924), con tres años de edad. Entre 1927 y 1929, la madrastra de Keith fue Peg Entwistle, actriz que se hizo famosa por suicidarse saltando desde la "H" del Hollywood Sign (las famosas letras gigantes con el nombre de Hollywood). Tras estudiar en la high school en East Rockaway, Nueva York, se unió al Cuerpo de Marines de los Estados Unidos (1942-1945), y sirvió durante la Segunda Guerra Mundial como artillero aéreo, recibiendo una Medalla del Aire.

### Carrera interpretativa
Tras la guerra, Keith se hizo actor teatral, dedicándose más adelante al cine y, después, a la televisión. Actor fuerte y capaz, Keith pasó muchos años interpretando segundos papeles y a tipos ariscos, como en Yuma junto a Rod Steiger y Sara Montiel. 
Ganó fama por su papel protagonista en la serie de Sam Peckinpah The Westerner (1960). Su gran oportunidad y el salto a la fama llegó, sin embargo, en 1966 cuando interpretó al "Tío Bill" Davis en la popular serie televisiva Mis adorables sobrinos, papel con el cual ganó tres nominaciones a los Emmy al mejor actor.
En esa época, por su intervención en la serie, tuvo que rechazar el papel de Deke Thornton en la película Grupo salvaje, dirigido por Sam Peckinpah, lo cual derivó en una disputa entre el director y el actor, amigos hasta entonces.
También se le recuerda con cariño por su papel de padre de gemelas en la película de 1961 The Parent Trap (Tú a Boston y yo a California), junto a Hayley Mills y Maureen O'Hara. Interpretó a Anás el sacerdote en el álbum de concepto de Jesucristo Superestrella en 1970. Su interpretación de Theodore Roosevelt en El Viento y el León (1975) fue también muy aplaudida, y es considerada como una de las mejores caracterizaciones en el cine de un presidente de los Estados Unidos. Keith también interpretó al Presidente William McKinley.
Keith siguió protagonizando series como The Brian Keith Show, Heartland, y Hardcastle and McCormick. Asimismo actuó en la producción de seis capítulos The Zoo Gang, sobre un grupo de antiguos combatientes de la Segunda Guerra Mundial, interpretados por Sir John Mills, Lilli Palmer, y Barry Morse.
Keith hablaba ruso, motivo por el cual fue escogido para interpretar personajes rusos en dos ocasiones: como Premier Soviético, con Rock Hudson; y como científico soviético en Meteor, con Natalie Wood. En The Russians Are Coming, the Russians Are Coming, curiosamente ocurre lo contrario, pues su personaje recibe traducción del ruso del personaje interpretado por Alan Arkin.
En su última película, Rough Riders (1997), Keith encarnó al Presidente William McKinley. Su director, John Milius, dedicó la película a "Brian Keith, Actor, Marine, Cuenta cuentos."
El 26 de junio de 2008, el Paseo de la Fama de Hollywood instaló una estrella en su honor en el 7021 de Hollywood Boulevard.

### Vida  personal
Keith se casó tres veces. La primera con Frances Helm. Después, en 1955, con Judith Landon y, finalmente, en 1970, con la actriz de Hawái Victoria Young, quien más tarde actuó en The Brian Keith Show (1972–1974). Keith tuvo cuatro hijos, pero además adoptó otros tres con Judith Landon. Una de sus hijas, Daisy Keith, fue actriz y actuó con su padre en la serie Heartland en 1989.
En sus últimos años, Keith estuvo afectado de enfisema y cáncer de pulmón.
La muerte por suicidio de su hija Daisy sumió a Keith en una profunda depresión, y apenas dos meses después, el 24 de junio de 1997, Keith acabó con su propia vida en su hogar de Malibú. Tenía 75 años de edad.
Se notificó que el difunto actor se disparó en la cabeza para terminar con el sufrimiento causado por su mala salud, sus problemas financieros y el dolor de haber perdido a su hija. Fue enterrado junto a ella en el Cementerio Westwood Village Memorial Park en Los Ángeles, California.

## Trabajo

### Teatro
- Heyday (1946)
- Mister Roberts (1948)
- Darkness at Noon (1951)
- Da (1978)

### Televisión
- Target: The Corruptors! (ABC, estrella invitada)
- Sam Benedict (NBC, estrella invitada)
- The Crusader (CBS, 1955–1956)
- The Westerner (NBC, 1960)
- The Outlaws (1961-1961) como Sven Johannsen
- Alfred Hitchcock Hour: "Night of the Owl" (CBS, 1962)
- Fear in a Desert City (Piloto para El fugitivo (serie de TV)) (1963)
- Family Affair (CBS, 1966–1971)
- The Brian Keith Show (NBC, 1972–1974)
- The Zoo Gang (ITV, 1974)
- Lew Archer#Film and TV|Archer (NBC, 1975)
- How the west was won (ABC, 1977) como General Stonecipher
- Centennial  (1978)
- Hardcastle and McCormick (ABC, 1983–1986)
- The Murder of Sherlock Holmes (Piloto para Murder, She Wrote) (CBS, 1984)
- Pursuit of Happiness (ABC, 1987)
- Heartland (CBS, 1989)
- Walter and Emily (NBC, 1991–1992)
- Star Trek: Espacio profundo nueve: "Progress" (Redifusión, 1993)
- Spider-Man (serie de TV) - Tío Ben
- Touched by an Angel (CBS, 1996)

### Cine
| - Pied Piper Malone (1924) - The Other Kind of Love (1924) - Hoguera de odios (1953) - Alaska Seas (1954) - Jivaro (1954) - The Bamboo Prison (1954) - The Violent Men (Hombres violentos) (1955) - Tight Spot (En un aprieto) (1955) - 5 Against the House (1955) - Storm Center (1956) - Nightfall (1957) - Dino (1957) - Run of the Arrow (Yuma) (1957) - Chicago Confidential (1957) - Hell Canyon Outlaws (1957) - Fort Dobbs (Quince balas) (1958) - Desert Hell (1958) - Sierra Baron (1958) - Violent Road (1958) - Villa! (1958) - Appointment with a Shadow (1959) - The Young Philadelphians (La ciudad frente a mí, 1959) - Ten Who Dared (1960) - The Parent Trap (Tú a Boston y yo a California) (1961) - The Deadly Companions (1961) - Moon Pilot (Piloto a la luna) (1962) - Savage Sam (1963) - The Raiders (1964) - The Pleasure Seekers (En busca del amor) (1964) - Those Calloways (1965) - A Tiger Walks (1964) - The Hallelujah Trail (La batalla de las colinas del whisky) (1965) | - The Rare Breed (Una dama entre vaqueros, 1966) - The Russians Are Coming, the Russians Are Coming (¡Qué vienen los rusos!, ¡qué vienen los rusos!) (1966) - Nevada Smith, de Henry Hathaway (1966) - Way… Way Out (Un chalado en órbita) (1966) - Reflejos en un ojo dorado (1967) - With Six You Get Eggroll (El novio de mamá) (1968) - Krakatoa, East of Java (1969) - Gaily, Gaily (Los locos años de Chicago) (1969) - Suppose They Gave a War and Nobody Came? (Esta noche vamos de guerra) (1970) - The McKenzie Break (1970) - Something Big (La primera ametralladora del Oeste) (1971) - Scandalous John (1971) - Yakuza (1975) - El Viento y el León (1975) - Joe Panther (1976) - Nickelodeon (1976) - Hooper (1978) - Meteor (1979) - The Mountain Men (El valle de la furia) (1980) - Charlie Chan and the Curse of the Dragon Queen (1981) - Sharky's Machine (La brigada de Sharky) (1981) - Death Before Dishonor (Muerte antes que deshonor) (1987) - Young Guns (Arma joven) (1988) - Welcome Home (Bienvenido a casa) (1989) - After the Rain (1990) - Wind Dancer (1993) - Under a Killing Moon (1994) - Entertaining Angels: The Dorothy Day Story (La fuerza de un ángel) (1996) - The Second Civil War (1997) - Rough Riders (1997) |